# Peace, Love & Truth
Peace, Love & Truth är ett samlingsalbum med musik av John Lennon och Yoko Ono. Den släpptes endast i Asien och Australien i augusti 2005. För resten av världen släpptes Working Class Hero: The Definitive Lennon i oktober samma år.

## Spellista
Alla sånger av John Lennon, om inget annat anges.
1. Give Peace A Chance (Remix 2005) – 6:11
  - Featuring The Voices of Asia
2. Gimme Some Truth – 3:16
3. Love – 3:22
4. Hold On – 1:53
5. Give Peace A Chance (Y2K+) – 3:54
6. Imagine – 3:04
7. "Bring On The Lucie (Freeda People)" – 4:13
8. Mind Games – 4:13
9. I Don't Want To Be A Soldier (Remix)" – 6:04
10. Instant Karma! – 3:20
11. Power To The People – 3:23
12. Real Love (Short Version) (Speech Removed) – 4:08
13. "Help Me To Help Myself" – 2:09
14. I Don't Wanna Face It – 3:23
15. Bless You – 4:37
16. Happy Xmas (War Is Over) (John Lennon/Yoko Ono) – 3:34
17. "Listen The Snow Is Falling" (Yoko Ono) – 3:10
18. Give Peace A Chance – 4:54